# Nicolas II Duval
Pour les articles homonymes, voir Duval.
Nicolas II Duval, dit Nicolas Duval fils, est un maître écrivain français, fils de Nicolas Duval, actif vers 1696-1725. 

## Biographie
Il est reçu maître le 14 août 1696, puis expert juré, et devient secrétaire de M. le duc du Maine. Il est également arithméticien.
Il se marie le 7 février 1706 à Versailles avec Marie Lalouette. Ses six enfants sont nés et baptisés à Versailles, parmi lesquels Louis-François Nicolas et Louis-Antoine Nicolas deviennent également maîtres-écrivains. On possède de Nicolas II un portrait gravé.

## Œuvres
- L'Art d'écrire ou principes généraux sur cet art... par Duval l'un des secrétaires de son altesse serenissime Monseigneur le Duc du Maine et expert juré ecrivain & arithméticien. Paris : l'auteur, [c. 1719].

Cambridge (MA) HUL. Becker 1997 n° 148.
- Pratique universelle des sciences les plus nécessaires au commerce et à la vie civile.... Paris, A. X. R. Mesnier, 1725, 7 parties en un vol. 2°. Contient des Elemens de finances et un Traité de l'écriture avec de nombreux exemples de calligraphie ; quelques planches sont signées par Claude Auguste Berey. Chicago NL, Paris BNF. Morison 1962 n° 58 avec 3 pl. repr.

Un manuscrit contenant une version préliminaire des Elemens de finance, datée d'octobre 1712, était dans le commerce en 2017 (in-4°, (6)-119 p.).
Un prospectus pour l'édition précédente se trouve à Paris BNF (Mss.) : Dossiers bleus-653 Val, f. 42.
- Elemens de finances contenant des instructions nécessaires pour les personnes qui sont dans les emplois et pour celles qui y aspirent particulièrement dans les domaines du roy. .. avec un dictionnaire etimologique et historique des finances par le Sr D. [Duval]. Paris : Mesnier, 1736. 2°. Paris BNF.

Cette édition reprend la partie financière de l'édition de 1725, sans changement.